# San Fernando, Tabasco
San Fernando är en ort i Mexiko.   Den ligger i kommunen Comalcalco och delstaten Tabasco, i den sydöstra delen av landet, 600 km öster om huvudstaden Mexico City. San Fernando ligger 11 meter över havet och antalet invånare är 252.
Terrängen runt San Fernando är mycket platt. Runt San Fernando är det ganska tätbefolkat, med 179 invånare per kvadratkilometer. Närmaste större samhälle är Comalcalco, 7,2 km sydväst om San Fernando. Omgivningarna runt San Fernando är en mosaik av jordbruksmark och naturlig växtlighet.